# (467038) 2016 CA214
(467038) 2016 CA214 es un asteroide perteneciente al cinturón de asteroides, descubierto el 16 de marzo de 2001 por el equipo Spacewatch desde el Observatorio Nacional de Kitt Peak (Arizona, Estados Unidos).